# Шуми, Петер
Петер Шуми (словен. Peter Šumi, 29 июня 1895 — 21 мая 1981) — югославский гимнаст, неоднократный чемпион мира.
Петер Шуми родился в 1895 году в Кране (Австро-Венгрия). В 1912 году он переселился в Любляну, где Виктор Мурник активно развивал Сокольское движение, и под его влиянием занялся гимнастикой.
Петер Шуми принял участие в трёх чемпионатах мира по гимнастике: в 1922 году (в Любляне), в 1926 году (в Лионе) и в 1930 году (в Люксембурге). В 1922 и 1926 годах он, помимо прочего, завоевал золотые медали в многоборье (в те годы спортсмены для победы в многоборье должны были соревноваться не только в гимнастике, но также в плавании и лёгкой атлетике), и долгое время оставался единственным спортсменом, которому удалось выиграть многоборье на двух первенствах мира подряд, лишь в начале XXI века китайскому гимнасту Ян Вэю удалось повторить это достижение.
Включён в Зал славы словенских спортсменов.